# 涂卉妮
卉妮（英語：Huei-Ni，1995年10月10日—），本名涂卉妮，台灣體操國手（SUZUKI FIG World Cup），女藝人、Rakuten Girls成員。

## 生平
六歲起接觸體操，2010年參加法國體操世界盃，大一離開體操界。2015年參加LamiGirls萬中選一徵選會，而加入LamiGirls，中間曾擔任全大運志工，2019年重返LamiGirls。

## 主要比賽成績
| 年份 | 賽事名稱             | 備註           |
| 2010 | SUZUKI有氧體操世界盃 | 2010法國世界盃 |

## 啦啦隊經歷

### 棒球之啦啦隊
| 年份                            | 隊伍名稱      | 備註                     |
| 2015－2017年3月28日、2019－2020 | LamiGirls     | 中華職棒Lamigo桃猿啦啦隊 |
| 2020－至今                      | Rakuten Girls | 中華職棒樂天桃猿啦啦隊   |

### 籃球之啦啦隊
| 年份       | 隊伍名稱         | 備註                 |
| 2020－2021 | 桃園領航猿啦啦隊 | 桃園領航猿專屬啦啦隊 |

## 演出作品

### MV
| 年份 | 名稱                             | 備註                                      |
| 2020 | 玖壹壹《LOCAL》                  | 舞者 與Peggy、白白、Rakuten Girls共同出演 |
| 2020 | 《Wannabe》（樂天女孩舞蹈Cover） | 與慧慧、Abu'u、菲菲、沐妍共同演出         |
| 2020 | 《Yes!Ok!》（樂天女孩舞蹈Cover） | 與沐妍、菲菲、Yuri、陸筱晴共同演出        |

### 廣告
| 年份 | 名稱                                                                                   | 備註                     |
| 2019 | 【Mobile01 x 賀眾牌】人生最怕遇到假閨蜜 喝水也是！ 賀眾牌超效瞬淨冷熱飲水機 喝水超安心 | 與張語芯、凱莉絲共同出演 |

## 音樂作品
| 年份          | 歌名                  | 備註                                     |
| 2016年7月22日 | 《獨一無二的閃爍》    | 與LamiGirls共同出演                      |
| 2019年8月6日  | 《Dancing Hoilday》   | 與LamiGirls共同出演                      |
| 2019年8月19日 | 《Dancing Queen》     | 與LamiGirls共同出演                      |
| 2020          | 《Rock You 10》       | 與Yuri、曲羿、菲菲、陳甯亞、孟潔共同出演 |
| 2020年9月22日 | 《Rock You Everyday》 | 與Rakuten Girls共同演出                  |
| 2021年9月10日 | 《一起勇敢》          | 與Rakuten Girls共同演出                  |
| 2022年10月7日 | 《Rise Up》           | 與Rakuten Girls共同演出                  |
| 2023年10月7日 | 《Ready Go》          | 與Rakuten Girls共同演出                  |
| 2024年9月13日 | 《WuWu!》             | 與心韻、芷軒、闕闕共同演出               |
| 2024年9月28日 | 《I'm The One》       | 與Rakuten Girls(白隊)共同演出            |

## 出版物

### 寫真
| 名稱                | 備註                 |
| 《Wonder Whiteney》 | 2022樂天女孩寫真桌曆 |
| 《浮世卉》          | 2023樂天女孩寫真桌曆 |

## 備註
1. ↑  .   [2020-01-29]. （原始内容存档于2021-05-02）.
2. ↑  影片片段
3. ↑  .   [2020-01-27]. （原始内容存档于2021-07-22）.
4. ↑  .   [2020-01-27]. （原始内容存档于2021-07-23）.
5. ↑  .   [2020-09-11]. （原始内容存档于2021-10-22）.
6. ↑  官方廣告影片片段

## 外部連結
- Whitney 卉妮的Facebook專頁
- Whitney 涂卉妮的Instagram帳戶
- 涂卉妮的X（前Twitter）
- YouTube上的涂卉妮頻道